# Why This Kolaveri Di
Why This Kolaveri Di? è una canzone del film di Kollywood 3 cantata da Dhanush, con musiche Anirudh Ravichander e testi di Dhanush uscita il 16 novembre 2011

## Cover
- La cantante turca Sertab Erener ha pubblicato nel 2012 una cover del brano nella lingua turca, intitolata Söz.